# ČPP Aréna
ČPP Aréna (dawniej Fortuna aréna) – wielofunkcyjna hala widowiskowo-sportowa znajdująca się w Hradcu Králové powstała w 1957 roku. Na tym obszarze znajduje się również druga hala, która została otwarta w 1980, a zadaszona w 2001 roku.
W okresie zimowym hala zamieniana jest w lodowisko, na którym swoje mecze rozgrywa lokalna drużyna, Mountfield Hradec Králové. Lodowisko spełnia wymogi IIHF. W 1980 został rozegrany turniej mistrzostw Europy juniorów do lat 18, a w 2002 turniej mistrzostw świata juniorów do lat 20.
Poza okresem zimowym na hali organizowane są również inne zawody sportowe m.in. Mistrzostwa Europy w Koszykówce Kobiet 2017 oraz koncerty i festiwale.